# Family Computer Disk System

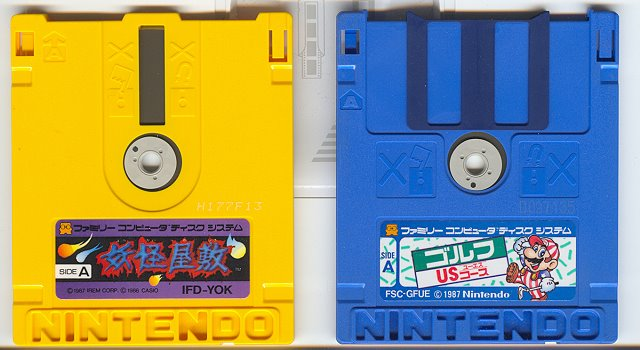
Discos Famicom.

O Family Computer Disk System (japonês: ファミリーコンピュータ ディスクシステム, Hepburn: Famirī Konpyūta Disuku Shisutemu), comumente encurtado para Famicom Disk System (ファミコンディスクシステム, Famikon Disuku Shisutemu), e abreviado como FDS ou FCD é um dos sistemas utilizados pela Nintendo. Consiste no uso de disquetes como mídia para armazenamento de jogos. Este acessório era utilizado no Nintendo Entertainment System. A sua distribuição ocorreu somente no Japão, mas não foi bem sucedida devido aos problemas a que esse tipo de mídia está sujeita. Ele era colocado no slot do cartucho do Famicom, e rodava jogos de disquete, além de ser utilizado como computador.